# サンルーカス岬

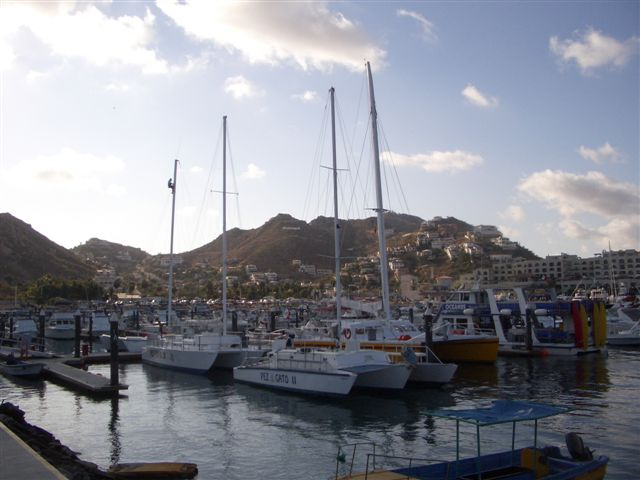
サンルーカスの港

サンルーカス岬（サンルーカスみさき、Cabo San Lucas）は、メキシコのバハ・カリフォルニア半島南端の岬およびそこにある市（人口約20万人）の名前である。バハ・カリフォルニア・スル州の南端に位置する観光地。
約30km東のサンホセ・デル・カボ(人口約14万人)にはロス・カボス国際空港がある。両市を合わせてロス・カボス基礎自治体を成している。
州都ラパスは、約150km北である。
座標: 北緯22度53分23秒 西経109度54分56秒 / 北緯22.8897度 西経109.9156度